# AgustaWestland AW159
El AgustaWestland AW159 Wildcat (anteriormente denominado como Future Lynx o Lynx Wildcat) es un helicóptero de guerra antisuperficie, en servicio desde 2014. Es fabricado por parte de la compañía italo-británica AgustaWestland (fusionada en Leonardo a partir de 2016), basándose en el helicóptero Westland Super Lynx. Este modelo también dispone de capacidad para realizar tareas de búsqueda y rescate, así como de guerra antisuperficie.
Está previsto que el helicóptero entre en servicio en el Ejército Británico en el año 2014, y con la Marina Real Británica en el año 2015.  La Armada de la República de Corea también recibió helicópteros en 2016, y también la Armada Filipina recibió helicópteros en 2019.

### Desarrollos relacionados
- Westland Lynx

### Aeronaves similares
- NHI NH90
- Kaman SH-2 Seasprite
- Sikorsky SH-60 Seahawk
- Harbin Z-20

### Secuencias de designación
- Aeronaves militares de AgustaWestland: AW129 · AW149 · AW159 · Lynx · WAH-64 Apache